# نافاسا (كارولاينا الشمالية)
نافاسا (بالإنجليزية: Navassa, North Carolina)‏ هي بلدة أمريكية تقع في الولايات المتحدة في مقاطعة برونزويك، كارولاينا الشمالية. يقدر عدد سكانها بـ 1,505 نسمة ومساحتها 35.80 كم2 ووترتفع عن سطح البحر 5 متر.

## التركيبة السكانية
حدّد مكتب تعداد الولايات المتحدة بيانات التركيبة السكانية لنافاسا في تعداد الولايات المتحدة. في ما يلي، التركيبة السكانية حسب تعدادي 2000 و2010.

### تعداد عام 2000
بلغ عدد سكان نافاسا 479 نسمة بحسب تعداد عام 2000، وبلغ عدد الأسر 177 أسرة وعدد العائلات 123 عائلة مقيمة في البلدة. في حين سجلت الكثافة السكانية 13.4 نسمة لكل كيلومتر مربع (34.7/ميل2). وبلغ عدد الوحدات السكنية 191 وحدة بمتوسط كثافة قدره 5.3 لكل كيلومتر مربع (13.7/ميل2).
وتوزع التركيب العرقي للبلدة بنسبة 12.11% من البيض و86.64% من الأمريكيين الأفارقة و0.84% من الأمريكيين الأصليين و0.42% من عرقين مختلطين أو أكثر و0.42% من الهسبانيون أو اللاتينيون من أي عرق.
بلغ عدد الأسر 177 أسرة كانت نسبة 41.2% منها لديها أطفال تحت سن الثامنة عشر تعيش معهم، وبلغت نسبة الأزواج القاطنين مع بعضهم البعض 38.4% من أصل المجموع الكلي للأسر، ونسبة 23.7% من الأسر كان لديها معيلات من الإناث دون وجود شريك،  بينما كانت نسبة 7.3% من الأسر لديها معيلون من الذكور دون وجود شريكة وكانت نسبة 30.5% من غير العائلات. تألفت نسبة 26% من أصل جميع الأسر من عدة أفراد يعيشون في نفس المنزل ونسبة 11.3% كانت تتألف من شخص يعيش بمفرده يبلغ من العمر 65 عاماً أو أكثر. وبلغ متوسط حجم الأسرة المعيشية 2.71، أما متوسط حجم العائلات فبلغ 3.27.
بلغ العمر الوسطي للسكان 36.8 عاماً. وكانت نسبة 27.3% من القاطنين تحت سن الثامنة عشر، وكانت نسبة 7.9% بين الثامنة عشر والرابعة والعشرين عاماً، ونسبة 26.9% كانت واقعةً في الفئة العمرية ما بين الخامسة والعشرين والرابعة والأربعين عاماً، ونسبة 23.6% كانت ما بين الخامسة والأربعين والرابعة والستين، ونسبة 14.2% كانت ضمن فئة الخامسة والستين عاماً فما فوق. يوجد لكل 100 أنثى 107.4 ذكر، ويوجد لكل 100 أنثى في الثامنة عشر من عمرها فما فوق 93.3 ذكر.
بلغ متوسط دخل الأسرة في البلدة 25,375 دولارًا، أما متوسط دخل العائلة فبلغ 35,179 دولارًا. وكان متوسط دخل الذكور 21,875 دولارًا مقابل 18,529 دولارًا للإناث. وسجل دخل الفرد الخاص بالبلدة 11,328 دولارًا. وكانت نسبة 24.8% من العائلات ونسبة 27.1% من السكان تحت خط الفقر، وكان من هؤلاء نسبة 45.6% تحت سن الثامنة عشر ونسبة 14.5% في الخامسة والستين من العمر وما فوق.

### تعداد عام 2010
بلغ عدد سكان نافاسا 1,505 نسمة بحسب تعداد عام 2010، وبلغ عدد الأسر 570 أسرة وعدد العائلات 392 عائلة مقيمة في البلدة. في حين سجلت الكثافة السكانية 42.1 نسمة لكل كيلومتر مربع (109.0/ميل2). وبلغ عدد الوحدات السكنية 661 وحدة بمتوسط كثافة قدره 18.5 لكل كيلومتر مربع (47.9/ميل2).
وتوزع التركيب العرقي للبلدة بنسبة 27.11% من البيض و63.59% من الأمريكيين الأفارقة و0.53% من الأمريكيين الأصليين و0.13% من الأمريكيين ذوي الأصول الآسيوية و4.85% من الأعراق الأخرى و3.79% من عرقين مختلطين أو أكثر و9.97% من الهسبانيون أو اللاتينيون من أي عرق.
بلغ عدد الأسر 570 أسرة كانت نسبة 37.5% منها لديها أطفال تحت سن الثامنة عشر تعيش معهم، وبلغت نسبة الأزواج القاطنين مع بعضهم البعض 40.2% من أصل المجموع الكلي للأسر، ونسبة 19.5% من الأسر كان لديها معيلات من الإناث دون وجود شريك،  بينما كانت نسبة 9.1% من الأسر لديها معيلون من الذكور دون وجود شريكة وكانت نسبة 31.2% من غير العائلات. تألفت نسبة 25.6% من أصل جميع الأسر من عدة أفراد يعيشون في نفس المنزل ونسبة 8.4% كانت تتألف من شخص يعيش بمفرده يبلغ من العمر 65 عاماً أو أكثر. وبلغ متوسط حجم الأسرة المعيشية 2.64، أما متوسط حجم العائلات فبلغ 3.16.
بلغ العمر الوسطي للسكان 36.0 عاماً. وكانت نسبة 25.4% من القاطنين تحت سن الثامنة عشر، وكانت نسبة 9.1% بين الثامنة عشر والرابعة والعشرين عاماً، ونسبة 28.2% كانت واقعةً في الفئة العمرية ما بين الخامسة والعشرين والرابعة والأربعين عاماً، ونسبة 25.7% كانت ما بين الخامسة والأربعين والرابعة والستين، ونسبة 11.6% كانت ضمن فئة الخامسة والستين عاماً فما فوق. وتوزع التركيب الجنسي للسكان بنسبة 50.2% ذكور و49.8% إناث.